# Association de la presse anglo-américaine de Paris
L'Association de la presse anglo-américaine de Paris (The Anglo-American Press Association of Paris) est une organisation de journalistes créée le 16 décembre 1907 par 16 correspondants britanniques et 9 correspondants américains. Elle « a pour but la défense, collective et individuelle, des intérêts professionnels de ses adhérents ».

## Histoire
À partir du début de la première guerre mondiale, l'organisation met en place des déjeuners hebdomadaires, visant à faciliter le contact entre les politiciens français et les journalistes anglo-saxon. Plusieurs hommes d'État tirent parti de ces rendez-vous réguliers pour faire des annonces importantes.
En 1939, l'administration française donne mandat à l'association de vérifier l'identité des journalistes en provenance des pays anglo-saxon. À la suite de l'Occupation, elle suspend ses activités. Plusieurs autres instances lui succèdent. En France, des correspondants américains créent l'Association de la presse des États-Unis et l'Association de la presse américaine de Vichy. A Londres, plusieurs journalistes britanniques organisent des déjeunes réguliers avec des dirigeants de la France libre.
En 1945, l'association reprend ses statuts et activités d'avant-guerre. Les déjeuners hebdomadaires sont réorganisés en 1947. Ils deviennent bi-hebdomadaires en 1953.

## Statuts
Les conditions d'adhésion sont codifiés en 11 articles. Pour devenir un membre actif il est nécessaire d'exercer « régulièrement à Paris la fonction de correspondant de presse écrite ou parlée de journaux, d’agences d’information ou d’entreprises de radiodiffusion télévision britanniques ou américaines ». Les candidats au statut doivent être parrainés par deux autres membres. Les candidats recalés peuvent éventuellement devenir membre associé, même si « leur nombre ne pourra pas dépasser le tiers de celui des membres actifs ».
Les ambassadeurs anglais et américain sont d'emblée Co-Présidents [membre] d'honneur de l'association.